# Lijst van voetbalinterlands Bulgarije - Rusland
Deze lijst van voetbalinterlands is een overzicht van alle officiële voetbalwedstrijden tussen de nationale teams van Bulgarije en Rusland. De landen hebben tot op heden vijf keer tegen elkaar gespeeld. De eerste ontmoeting was een kwalificatiewedstrijd voor het Wereldkampioenschap voetbal 1998 in Sofia op 10 september 1997. Het laatste duel, een vriendschappelijke wedstrijd, werd gespeeld op 5 juni 2021 in Moskou.

## Wedstrijden
| № | Plaats          | Datum             | Competitie           | Wedstrijd           | Uitslag |
| - | --------------- | ----------------- | -------------------- | ------------------- | ------- |
| 1 | Sofia           | 10 september 1997 | WK 1998 kwalificatie | Bulgarije − Rusland | 1 − 0   |
| 2 | Moskou          | 11 oktober 1997   | WK 1998 kwalificatie | Rusland − Bulgarije | 4 − 2   |
| 3 | Sofia           | 31 maart 2004     | Vriendschappelijk    | Bulgarije − Rusland | 2 − 2   |
| 4 | Sint-Petersburg | 11 augustus 2010  | Vriendschappelijk    | Rusland − Bulgarije | 1 − 0   |
| 5 | Moskou          | 5 juni 2021       | Vriendschappelijk    | Rusland − Bulgarije | 1 − 0   |

## Samenvatting
| Competitie        | Totaal gespeeld | Winst Bulgarije | Gelijk | Winst Rusland | Doelsaldo Bulgarije – Rusland |
| ----------------- | --------------- | --------------- | ------ | ------------- | ----------------------------- |
| WK-kwalificatie   | 2               | 1               | 0      | 1             | 3 − 4                         |
| Vriendschappelijk | 3               | 0               | 1      | 2             | 2 − 4                         |
| Totaal            | 5               | 1               | 1      | 3             | 5 − 8                         |

Wedstrijden bepaald door strafschoppen worden, in lijn met de FIFA, als een gelijkspel gerekend.

## Details

### Vierde ontmoeting
| Vriendschappelijk (Sint-Petersburg, Rusland, 11 augustus 2010): |              | |
| Rusland | 1 – 0        | Bulgarije |
| Roman Sjirokov 6' | goals        | |
| Dick Advocaat | bondscoach   | Stanimir Stoilov |
| Igor Akinfejev Aleksandr Anjoekov 46' Vasili Berezoetski Sergej Ignasjevitsj Joeri Zjirkov 46' Igor Semsjov Roman Sjirokov Konstantin Zyrjanov Dmitri Torbinski 70' Pavel Pogrebnjak 46' Andrej Arsjavin 80' | opstellingen | Nikolaj Michajlov Stanislav Manolev Ilian Stoyanov Ivan Ivanov Zjivko Milanov 86' Chavdar Yankov 89' Stilijan Petrov 60' Stanislav Angelov 75' Martin Petrov 53' Ivelin Popov 46' Valeri Bozhinov |
| Denis Kolodin 46' Dinijar Biljaletdinov 46' Roman Pavljoetsjenko 46' Alan Dzagojev 70' Dmitri Sytsjov 80' | wissels      | 46' Dimitar Rangelov 53' Martin Kamburov 60' Stanislav Genchev 75' Iliyan Mitsanski 86' Nikolai Dimitrov 89' Zahari Sirakov                                                                       |
| Aleksandr Anjoekov 35' | gele kaarten | 51' Stilijan Petrov |
| - Eerste interland van Rusland onder leiding van bondscoach Dick Advocaat. - Debuut van Iliyan Mitsanski (1. FC Kaiserslautern) voor Bulgarije.                                                              |              | |